# Fetron
En fetron var et udvalg af faststof radiorørssokkel-kompatible erstatninger for elektronrør.
Fetroner blev fremstillet af Teledyne Semiconductor fra 1967; med formålet at erstatte elektronrør og med mindre vedligeholdelse og lavere effektbelastning til følge. Elektronrør var ved at udgå af produktion og vanskeligere at finde, grundet den stigende udbredelse af faststofelektronik (fx transistorer og ICere). Fetroner blev brugt i stort antal i telefoncentraler. 
Elektronrør belastede med en betydelig mængde effekt, for at opretholde driftstemperaturen i katoden og store installationer havde betydelige luftkonditioneringskrav. Ved at erstatte elektronrør med fetroner, kunne man forvente betydelige lavere kølingskrav og vedligeholdelsesudgifter.
Fetroner dukker af og til op på eBay og købes af entusiaster, som interesserer sig for antikke radioer.

## Andre producenter
Western Electric producerede lignende elektronrørs erstatninger kaldet Hybrid Integrated Network enheder, som blev anvendt i deres telefonudstyr.
Skytec kaldte deres elektronrørserstatning for tubester.

## Anvendelse
Fetroner blev også anvendt til at opgradere oscilloskoper og lignende testudstyr. 
Faktisk var fetronerne bedre end elektronrørene de erstattede; ingen mikrofoni, lavere egenstøj - selv ved højere frekvenser, høj forstærkning - og et stort dynamikområde.
Fetroner blev også anvendt i specialist audioforstærkere såsom Mesa Boogie Mark Series.

## Fetron kredsløb
En typisk fetron består af en kaskodekobling af JFET-transistorer, nogle havde simple RC-netværk til at få JFET til at opføre sig som forskellige elektronrør og en elektrisk sikring. Kredsløbet blev monteret i et metalrør med et sokkelstik som havde samme sokkelforbindelser som elektronrøret, der skulle erstattes.